# Saturno cortando las alas a Cupido
Saturno cortando las alas a Cupido, también conocido como El Tiempo corta las alas del Amor, es el título de una obra pictórica realizada por Anton van Dyck en óleo sobre tela en torno al año 1627. Sus dimensiones son de 183 x 114 cm. Se conserva en el Museo Jacquemart-André de París.

## Tema y descripción
El dios que personificaba al tiempo, Saturno, representado como un anciano que lleva grandes alas, sostiene en sus rodillas a de Cupido, divinidad del amor. Saturno trata de cortar con unas tijeras las pequeñas alas de Cupido, quien trata de defenderse. En el suelo hay una guadaña y junto a ella la aljaba con las flechas y las alforjas de Cupido. El episodio se desarrolla en un paisaje boscoso. Se ha interpretado que la acción representada en el cuadro simboliza lo efímero que es el amor.

## Otras versiones

Copia del Museo Nacional de Estocolmo.

Se conservan copias de esta obra en el Museo Nacional de Estocolmo y en el Museo Pushkin de Moscú. Desde la Antigüedad también se también se realizaron grabados de esta pintura. 